# Армстронг, Айрис
А́йрис А́рмстронг (англ. Iris Armstrong; род. Мелвилл) — канадская кёрлингистка.
Чемпионка Канады среди женщин.
Играла на позиции второго.
Дважды введена в Зал славы кёрлинга провинции Манитоба: в 2005 персонально, в 2014 — с командой скипа Кэти Пидзарко, выигравшей женский чемпионат Канады 1978 года.

## Достижения
- Чемпионат Канады по кёрлингу среди женщин: золото (1978), серебро (1979).

## Команды
| Сезон   | Четвёртый        | Третий          | Второй          | Первый              | Турниры           |
| ------- | ---------------- | --------------- | --------------- | ------------------- | ----------------- |
| 1977—78 | Кэти Пидзарко    | Крис Пидзарко   | Айрис Армстронг | Пэтти Вендекеркхове | ЧК 1978           |
| 1978—79 | Кристин Пидзарко | Rose Tanasichuk | Айрис Армстронг | Пэтти Венд          | ЧК 1979           |
| 1982—83 | Пэтти Венд       | Carol Dunstone  | Айрис Армстронг | Морин Бонар         | ЧК 1983 (4 место) |

(скипы выделены полужирным шрифтом)

## Частная жизнь
Родилась в городе Мелвилл (провинция Саскачеван). В 1955 её семья переехала в Виннипег, где она начала участвовать во взрослых турнирах по кёрлингу с 1971. Её сын Даг Армстронг — тоже кёрлингист, чемпион Канады среди мужчин (1999) и серебряный призёр чемпионата мира среди мужчин 1999.